# Fractures in the Facade of Your Porcelain Beauty
Fractures in the Facade of Your Porcelain Beauty es el segundo EP de la banda Atreyu, el cual fue originalmente lanzado el 20 de noviembre de 2001, después fue lanzado el 29 de enero de 2002 bajo la firma de Tribunal Records. El EP presenta las versiones originales de las canciones "Living Each Day Like You're Already Dead," "Someone's Standing on My Chest" y "Tulips are Better," las cuales fueron regrabadas para el álbum Suicide Notes and Butterfly Kisses.
ALex Varkatzas tiene un más profundo enfoque a sus gritos en comparación con el álbum Suicide Notes and Butterfly Kisses.
El EP vino antes del gran éxito de atreyu después de su álbum debut y las copias originales del EP se volvieron muy difíciles de encontrar. Este álbum es el primero en presentar a Travis Miguel como el segundo guitarrista a diferencia de "Visions" el cual solo contenía un guitarrista el cual era Dan Jacobs.

## Lista de canciones
Todas las canciones escritas y compuestas por Atreyu. 
| N.º | Título                                       | Duración |  |
| 1.  | «"Living Each Day Like You're Already Dead"» | 3:00     |  |
| 2.  | «"Tulips Are Better"»                        | 3:27     |  |
| 3.  | «"A Letter to Someone Like You"»             | 3:19     |  |
| 4.  | «"Taking Back Every Word That I Said"»       | 4:11     |  |
| 5.  | «"Someone's Standing On My Chest"»           | 4:44     |  |

## Créditos
Integrantes
- Alex Varkatzas - Cantante
- Travis Miguel - Guitarra
- Daniel Jacobs - Guitarra
- Chris Thomson - Bajista
- Brandon Saller - Batería, Cantante